# Воронов, Михаил Алексеевич
Михаил Алексеевич Воронов (1840—1873) — русский писатель, прозаик и публицист.

## Биография
Родился 5 (17) сентября 1840 года в Саратове в многодетной семье, где отец сначала служил смотрителем в тюрьме, затем — брандмейстером пожарной команды.
В 1848—1855 годах обучался в Саратовской гимназии. В 1856—1858 годах учился на медицинском факультете Казанского университета, в 1858 году — на юридическом факультете Московского университета. В этом же году Воронов переехал в Санкт-Петербург, где до ареста Н. Г. Чернышевского в 1861 году был его секретарём. В 1861—1962 годах работал секретарём журнала «Современник» и публиковался в петербургской периодике. В 1863—1865 годах жил в Москве в нужде — работал поденщиком, скитался по ночлежкам. С 1865 года опять жил в Санкт-Петербурге, выступал как публицист и прозаик. С 1871 года Михаил Воронов снова жил в Москве, также занимался публикацией своих очерков. Его работы печатались в журналах «Русское слово» и «Дело», а также в газете «Неделя».
Умер в Москве от сыпного тифа 19 (31) января 1873 года (по другим сведениям 14 января 1879 года). Похоронен на Ваганьковском кладбище под одним надгробным памятником с писателями-шестидесятниками XIX века А. И. Левитовым и М. И. Орфановым (23 уч.).